# Becerril de la Sierra
Becerril de la Sierra – miasto w centralnej Hiszpanii we wspólnocie autonomicznej Madryt, na północ od stolicy kraju, liczy ok. 5 000 mieszkańców.